# San Isidro, Cosamaloapan de Carpio
San Isidro är en ort i Mexiko.   Den ligger i kommunen Cosamaloapan de Carpio och delstaten Veracruz, i den sydöstra delen av landet, 400 km öster om huvudstaden Mexico City. San Isidro ligger 21 meter över havet och antalet invånare är 682.
Terrängen runt San Isidro är mycket platt. Runt San Isidro är det ganska tätbefolkat, med 65 invånare per kvadratkilometer. Närmaste större samhälle är Tlacojalpan, 5,1 km sydost om San Isidro. Trakten runt San Isidro består till största delen av jordbruksmark.